# كيم برادلي (متركمج)
كيم برادلي (بالإنجليزية: Kim Bradley) هو متركمج أسترالي، ولد في 9 مايو 1955، وتوفي في 26 مارس 2009.